# Peckhamia seminola
Espèce
Peckhamia seminola est une espèce d'araignées aranéomorphes de la famille des Salticidae.

## Distribution
Cette espèce est endémique de Floride aux États-Unis,. Elle se rencontre vers Fort Myers.

## Description
Le mâle holotype mesure 3,80 mm.

## Systématique et taxinomie
Cette espèce a été décrite par Gertsch en 1936.

## Publication originale
- Gertsch, 1936 : « Further diagnoses of new American spiders. » American Museum novitates, no 852, p. 1-27 (texte intégral).